# (36425) 2000 PM5
2000 PM5 (asteroide 36425) é um asteroide troiano de Júpiter. Possui uma excentricidade de 0.07757800 e uma inclinação de 6.21163º.
Este asteroide foi descoberto no dia 5 de agosto de 2000 por Paul G. Comba em Prescott.